# Біляївка (Лозівський район)
Біляївка — селище в Лозівському районі Харківської області. Центр Біляївської селищної громади.

## Географія
Селище Біляївка знаходиться біля залізничної станції Біляївка, примикає до села Петрівка, на відстані 1 км знаходиться село Веселе. Поруч проходить автомобільна дорога Т 2107.
Біляївка знаходиться на вододілі двох великих річок. На північній околиці Біляївки є джерело, води якого течуть в басейн Дніпра. На південній околиці селища знаходиться джерело струмка несучого свої води в басейн Дону.

## Історія
- Селище заснували в 1899 році.
- Село Біляївка було маєтком сотника Катеринославського козацького війська Біляєва Івана Семеновича і його рідного брата Олексія — колезького асесора.
- Відповідно до списку населених місць Харківської губернії від 1864 року в Біляївці налічувалося 5 дворів, чоловічого населення 13 осіб, жіночого — 16.
- У 1869 році частина земель маєтку І. С. Бєляєва перейшла під будівництво Курсько-Харківсько-Азовської залізниці. Полустанок, побудований в серпні цього ж року недалеко від його маєтку, назвали — Біляївка. Первісну інфраструктуру полустанку (водогін, переїзд, стрілочні переводи) будували і обслуговували засланці каторжани, привезені з північних районів Російської Імперії. Дотепер вулицю Оренбурзьку, де стояв їх барак, неофіційно називають «Сибірський хутір».

## Населення

### Мова
Розподіл населення за рідною мовою за даними :
| Мова            | Кількість | Відсоток |
| --------------- | --------- | -------- |
| українська      | 576       | 90.00%   |
| російська       | 58        | 9.06%    |
| білоруська      | 4         | 0.63%    |
| інші/не вказали | 2         | 0.31%    |
| Усього          | 640       | 100%     |

## Економіка
- Будинок колишньої Суданської сільської ради.
- Біляївське ХПП.
- ЗАТ «Лихачівський комбінат хлібопродуктів».

## Об'єкти соціальної сфери
- Дитячий садочок.
- Школа.
- Амбулаторія сімейного лікаря.